# 全球主義者雜誌
全球主義者雜誌(The Globalist)是美國一本線上雜誌，以跨國政治、外交、經濟為主題，2000年由斯蒂芬·里希特（Stephan Richter）創立，辦公室位於華盛頓特區。
雜誌立場偏向全球主義、全球化，認為進入21世紀後美國人民必須開始多了解外國事務、不能再認知「美國代表世界中心」，世界終將走向群雄並起時代，忽略對外國動態的了解可能導致美國出乎意料的損失。